# Кусола
Кусо́ла (рос. Кусола, марій. Кӱсола) — присілок у складі Волзького району Марій Ел, Росія. Входить до складу Сотнурського сільського поселення.

## Населення
Населення — 10 осіб (2010; 12 у 2002).
Національний склад (станом на 2002 рік):
- марі — 83 %